# Boeing 720
Boeing 720 var en modifiering av modellen 707-120 och togs fram delvis för att möta konkurrensen ifrån Convair 880. Vingarnas konstruktion skiljer betydligt och kroppen var 2,54 meter kortare. Boeing 707-120 är ett typiskt långdistansplan, medan den lättare och snabbare Boeing 720 var ett utpräglat medeldistansplan. Den första flygningen med 720 gjordes den 23 november 1959. Boeing 720B var en moderniserad och bränslesnålare version av Boeing 720. Liksom alla andra jetplan från den tiden saknades APU och motorerna var en hel vetenskap att starta, och krävde tryckluft från marken samt inblandning av samtliga tre i cockpit. Simon Spies charterbolag Conair hade under 1970 - 1987 ett antal Boeing 720 i sin flotta. 
Planet hade en något lägre bränsleförbrukning än Boeing 707 på grund av mindre vikt. Planet var tänkt som en medeldistansversion av Boeing 707. Vingarna var något annorlunda utformade vilket gav mindre bränsletankar. Planet fanns i två versioner, A och B, där den senare var något motorstarkare. Med Pratt & Whitneys J3D-motorer var Boeing 720B:s dragkraft 4 x 79 kN. Hydraulsystemet skötte landställets upp- och nedfällning, bromsar, landningsklaffar och sidoroder. Höjdrodren och skevrodren drevs av stålvajrar.

## Användare
Boeing 720 har tidigare flugits bland annat av:

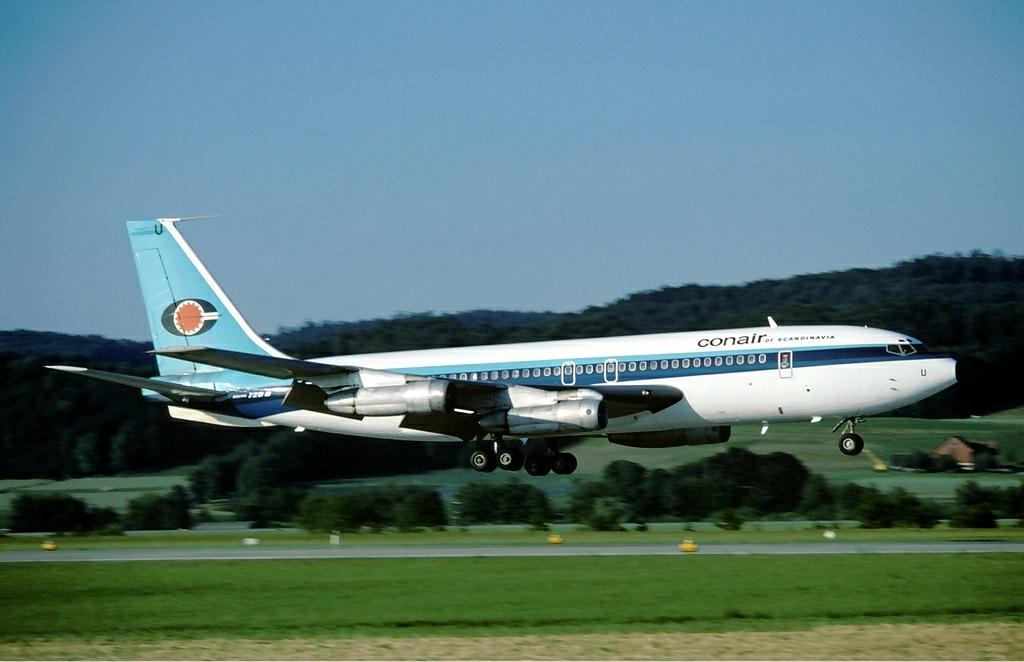
Conair B720 OY-APU, Zürich 1982

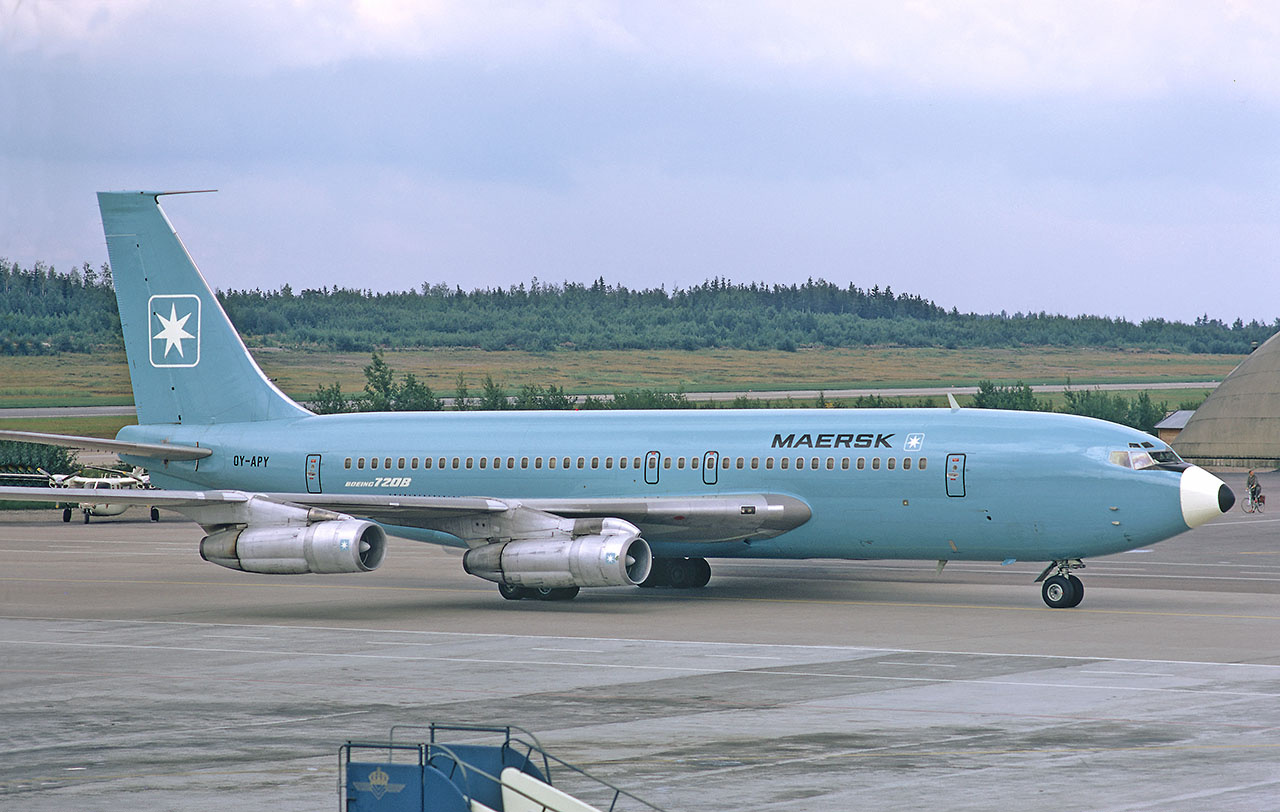
Maersk Air B720 OY-APY, Arlanda 1973

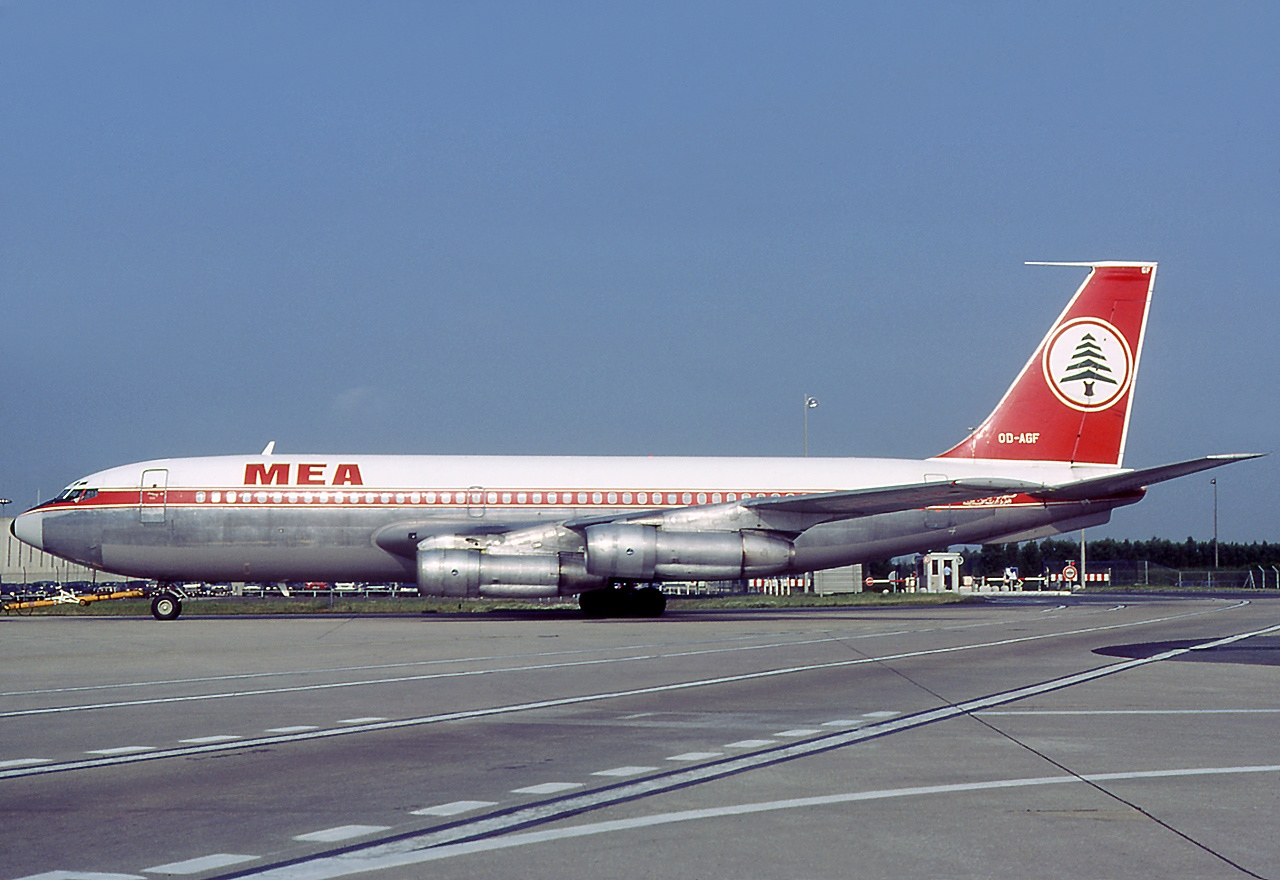
MEA B720 OD-AGF, Paris/Charles de Gaulle 1989

### Europa
- Aer Lingus
- Air Malta
- Air Viking
- Arnarflug (Eagle Air of Iceland)
- Calair (Tyskland)
- Conair of Scandinavia
- Cyprus Airways
- Lufthansa
- Maersk Air
- Monarch Airlines
- Olympic Airways
- Trans European Airways (Belgien)
- Trans Polar (Norge)

### Afrika
- Air Rhodesia
- Ethiopian Airlines
- Kenya Airways

### Asien, Oceanien
- Alia (Royal Jordanian Airlines)
- Air Niugini
- Alyemda
- El Al
- MAOF (Israel)
- Middle East Airlines
- Pakistan International Airlines
- Saudi Arabian Airlines

### Nordamerika
- Aeroamerica
- Alaska Airlines
- American Airlines
- Braniff International Airways
- Continental Airlines
- Eastern Airlines
- Northwest Airlines
- Pacific Northern Airlines
- Pan Am
- TWA
- United  Airlines
- Western Airlines

### Sydamerika
- Aerocondor de Colombia
- Aeronica
- Aerotal Colombia
- Avianca
- Belize Airways
- Ecuatoriana
- SAM Colombia

## Haverier
Av 154 tillverkade Boeing 720 förstördes 23, varav 12 i flyghaverier; 175 personer omkom.